# 塞維爾縣 (阿肯色州)
塞維爾縣是美国阿肯色州西南部的一個縣，该县西鄰奧克拉荷馬州，面積1,506平方公里。根据2020年美國人口普查，该縣共有人口15,839人。该縣縣治為德昆（De Queen）。
该縣亦是一個禁酒的縣。

## 歷史

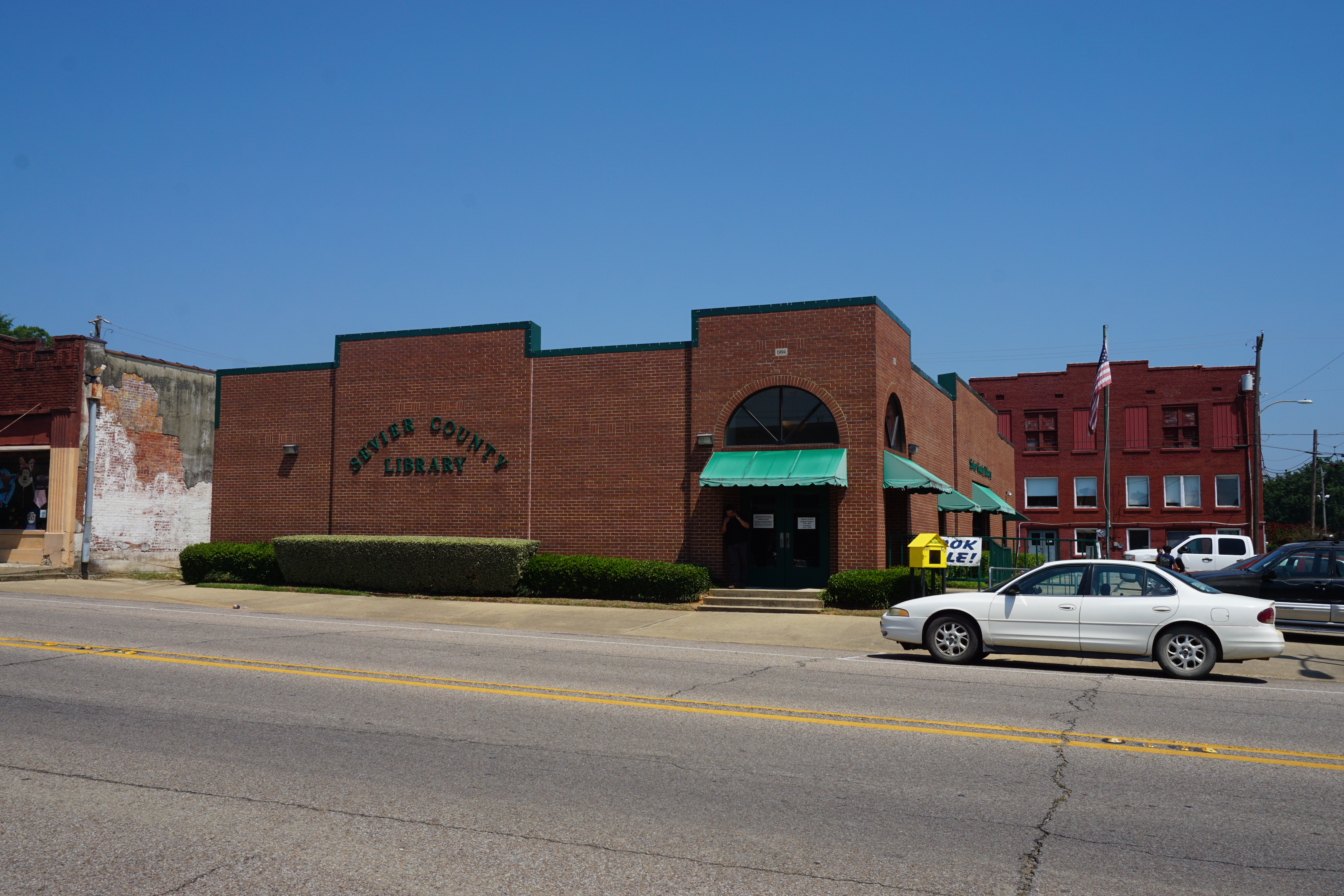
位於縣治德昆的縣圖書館

塞維爾縣於1828年10月17日根據立法授權成立，是自亨普斯特德縣和米勒縣成立的，亦是阿肯色州第16個成立的縣。5天後，州议会擴大了本縣的版圖，將红河以南的土地納入本縣內。本縣的政府於11月1日正式生效。縣名紀念聯邦參議員、前駐墨西哥大使安布洛斯·塞維爾 。
自本縣成立以來，县治已經更換了好幾次。本縣的第一個縣治為帕拉克利夫特（Paraclifta）。於1871年，洛克家族（Lockes）捐出了120英畝（0.49平方）土地予塞維爾縣政府。作為報答，縣政府將縣治遷往洛克斯堡（Lockesburg）。於1905年，縣政府將縣治遷往德昆。

## 地理
根據2000年人口普查，塞維爾縣的總面積為581.35平方英里（1,505.7平方），其中有563.94平方英里（1,460.6平方），即97.01%為陸地；17.41平方英里（45.1平方），即2.99%為水域。塞維爾縣有著「湖泊之地」（The Land of Lakes）、「水果鮮花之地」（The Land of Fruits and Flowers）和「友好人們的家」（The Home of Friendly People）的綽號。本縣有「湖泊之地」的綽號是因為本縣擁有五個半徑約為35-英里（56-）的湖泊。此外，本縣亦擁有五條河流和很多山區溪流和森林。

### 主要公路
- 49号州际公路
- 59号美国国道
- 70号美国国道
- 71号美国国道
- 371號美國國道（英语：U.S. Route 371）
- 24號阿肯色州州道（英语：Arkansas Highway 24）
- 27號阿肯色州州道（英语：Arkansas Highway 27）
- 41號阿肯色州州道（英语：Arkansas Highway 41）

### 毗鄰縣
- 阿肯色州 波爾克縣：北方
- 阿肯色州 霍華德縣：東方
- 阿肯色州 亨普斯特德縣：東南方
- 阿肯色州 小河郡：南方
- 奧克拉荷馬州 麥柯廷縣：西方

### 國家保護區
- 池溪國家野生動物保護區（英语：Pond Creek National Wildlife Refuge）

## 人口
| 调查年                                | 人口   | 备注 | %±     |
| ------------------------------------- | ------ | ---- | ------ |
| 1830                                  | 634    |      | —      |
| 1840                                  | 2,810  |      | 343.2% |
| 1850                                  | 4,240  |      | 50.9%  |
| 1860                                  | 10,516 |      | 148.0% |
| 1870                                  | 4,492  |      | −57.3% |
| 1880                                  | 6,192  |      | 37.8%  |
| 1890                                  | 10,072 |      | 62.7%  |
| 1900                                  | 16,339 |      | 62.2%  |
| 1910                                  | 16,616 |      | 1.7%   |
| 1920                                  | 18,301 |      | 10.1%  |
| 1930                                  | 16,364 |      | −10.6% |
| 1940                                  | 15,248 |      | −6.8%  |
| 1950                                  | 12,293 |      | −19.4% |
| 1960                                  | 10,156 |      | −17.4% |
| 1970                                  | 11,272 |      | 11.0%  |
| 1980                                  | 14,060 |      | 24.7%  |
| 1990                                  | 13,637 |      | −3.0%  |
| 2000                                  | 15,757 |      | 15.5%  |
| 2010                                  | 17,058 |      | 8.3%   |
| 2012年估计                            | 17,177 |      | 0.7%   |
| 美國十年一度的人口普查 2012年人口估計 |        |      |        |

塞維爾縣人口金字塔

根據2000年人口普查，塞維爾縣擁有15,757居民、5,708住戶和4,223家庭。其人口密度為每平方英里28居民（每平方公里11居民）。本縣擁有6,434間房屋单位，其密度為每平方英里11間（每平方公里4間）。而人口是由79.61%白人、4.94%非裔、1.82%原住民、0.13%亞裔、0.06%太平洋岛民、11.84%其他種族和1.61%混血构成。而西裔或拉美裔佔了人口19.72%。約17.32%人口的母語為西班牙语。
在5,708住户中，有36.4%擁有一個或以上的兒童（18歲以下）、59.3%為夫妻、10%為單親家庭、26%為非家庭、22.8%為獨居、11%住戶有同居長者。平均每戶有2.73人，而平均每個家庭則有3.19人。在15,757居民中，有28.2%為18歲以下、9.5%為18至24歲、27.7%為25至44歲、21.3%為45至64歲以及13.2%為65歲以上。人口的年齡中位數為34歲，女子對男子的性別比為100：99.1。成年人的性別比則為100：97。
本縣的住戶收入中位數為$30,144，而家庭收入中位數則為$34,560。男性的收入中位數為$25,709，而女性的收入中位數則為$17,666，人均收入為$14,122。約14.4%家庭和19.2%人口在貧窮線以下，包括26.9%兒童（18歲以下）及14.2%長者（65歲以上）。

## 外部連結
- 官方網站 （页面存档备份，存于）
- GENEALOGY: SEVIER COUNTY, ARKANSAS （页面存档备份，存于）